# آلا الطالباني
آلا تحسين حبيب الطالباني هي قائدة كردية، ومن أقارب الرئيس العراقي السابق جلال الطالباني، وقد شغلت منصب رئيسة كتلة الاتحاد الوطني الكردستاني في مجلس النواب العراقي على مدار 3 دورات.

## سيرتها
ولدت آلا نوري الطالباني في مدينة كركوك في العراق، تخرجت من جامعة السليمانية بدرجة ماستر في الأدب الإنجليزي، اضطرت لترك العراق عام 1991 بسبب حملة صدام العسكرية على الكرد وانتقلت إلى المملكة المتحدة، ثم حصلت على شهادة في العلوم السياسية من جامعة أوبسالا السويدية.

## النشاط السياسي
انضمت آلا الطالباني إلى الاتحاد الوطني الكردستاني عام 1986 وبسبب توجها الوطني والسياسي ومعادتها لنتهاكات النظام السابق ضد الكرد. تعرضت للحجز وخسارة وظيفتها ما أجبرها إلى ترك العراق عام 1991 واللجوء إلى المملكة المتحدة، هناك اصحبت عضوة مع الوفد الذي التقى برئيس الوزراء البريطاني توني بلير.
بعد سقوط صدام عام 2003، عادت آلا إلى العراق مع زينب السويج وأنشأت اتحاد المراة الكردية الذي سمي لاحقا نساء من أجل عراق حر، أيضا شاركت في تأسيس المجلس الأعلى للمرأة العراقية.
كانت من المعارضين لقرار 137 الصادر من مجلس الحكم العراقي المؤقت والذي كان يهدف إلى اضعاف حقوق المرأة في العراق.

## الحياة السياسية
كانت آلا الطالباني عضوة في الاتحاد الوطني الكردستاني، أيضا انتخبت للمجلس الوطني الانتقالي العراقي في يناير 2005 وفي نفس العام دخلت مجلس النواب العراقي واستمرت على مدار 3 دورات. وفي انتخابات 2014 كانت المرأة الوحيدة في كركوك التي حصلت على الأصوات الكافية في الانتخابات البرلمانية ففازت بمقعد في مجلس النواب. ترأست كتلة الاتحاد الوطني الكردستاني في مجلس النواب.